# Tour de Catalogne 1973
Le Tour de Catalogne 1973 est la 53e édition du Tour de Catalogne, une course cycliste par étapes en Espagne. L’épreuve se déroule sur 7 étapes du 12 au 19 septembre 1973 sur un total de 1 215,9 km. Le vainqueur final est l'Espagnol Domingo Perurena de l’équipe Kas, devant Jesús Manzaneque et d'Antonio Martos.

## Étapes
| Étape | Date         | Parcours                                            | km    | Vainqueur d’étape   | Leader du classement général |
| ----- | ------------ | --------------------------------------------------- | ----- | ------------------- | ---------------------------- |
| P     | 12 septembre | Amposta – Amposta (clm)                             | 4,7   | Jesús Manzaneque    | Jesús Manzaneque             |
| 1     | 13 septembre | Amposta – Tarragone                                 | 163,7 | Domingo Perurena    | Domingo Perurena             |
| 2     | 14 septembre | Tarragone – Manresa                                 | 159,7 | Antonio Martos      | Domingo Perurena             |
| 3a    | 15 septembre | Manresa – Badalone                                  | 88,7  | Agustín Tamames     | Domingo Perurena             |
| 3b    | 15 septembre | Circuit de Montjuïc (clm)                           | 11,4  | Luis Ocaña          | Luis Ocaña                   |
| 4a    | 16 septembre | Badalone - Sant Antoni de Calonge                   | 128,1 | Antonio Menéndez    | Luis Ocaña                   |
| 4b    | 16 septembre | Calonge - Sant Joan de les Abadesses                | 131,4 | Wladimiro Panizza   | Luis Ocaña                   |
| 5     | 17 septembre | Sant Joan de les Abadesses – Andorra la Vella (AND) | 145,2 | Domingo Perurena    | Antonio Martos               |
| 6     | 18 septembre | Organyà – Viella                                    | 189,4 | Jesús Manzaneque    | Domingo Perurena             |
| 7     | 19 septembre | Viella – Lleida                                     | 193,6 | Herman Van Springel | Domingo Perurena             |

### Prologue[1]
12-09-1973: Amposta – Amposta, 4,7 km (clm) :
|   | Cycliste          | Équipe               | Temps      |
| - | ----------------- | -------------------- | ---------- |
| 1 | Jesús Manzaneque  | La Casera-Bahamontes | 6 min 09 s |
| 2 | Luis Ocaña        | Bic                  | + 3 s      |
| 3 | Josep Pesarrodona | Kas                  | + 3 s      |

|   | Cycliste          | Équipe               | Temps      |
| - | ----------------- | -------------------- | ---------- |
| 1 | Jesús Manzaneque  | La Casera-Bahamontes | 6 min 09 s |
| 2 | Luis Ocaña        | Bic                  | + 3 s      |
| 3 | Josep Pesarrodona | Kas                  | + 3 s      |

### 1reétape[2]
13-09-1973: Amposta – Tarragone, 163,7:
|   | Cycliste         | Équipe         | Temps           |
| - | ---------------- | -------------- | --------------- |
| 1 | Domingo Perurena | Kas            | 5 h 27 min 59 s |
| 2 | Pierino Gavazzi  | Jollj Ceramica | m.t.            |
| 3 | Frans Verbeeck   | Watney-Maes    | m.t.            |

|   | Cycliste         | Équipe               | Temps           |
| - | ---------------- | -------------------- | --------------- |
| 1 | Domingo Perurena | Kas                  | 4 h 33 min 57 s |
| 2 | Jesús Manzaneque | La Casera-Bahamontes | + 12 s          |
| 3 | Luis Ocaña       | Bic                  | + 15 s          |

### 2eétape[3]
14-09-1973: Tarragone – Manresa, 159,7 km :
|   | Cycliste         | Équipe      | Temps           |
| - | ---------------- | ----------- | --------------- |
| 1 | Antonio Martos   | Kas         | 4 h 39 min 04 s |
| 2 | Domingo Perurena | Kas         | + 21 s          |
| 3 | Frans Verbeeck   | Watney-Maes | m.t.            |

|   | Cycliste         | Équipe               | Temps           |
| - | ---------------- | -------------------- | --------------- |
| 1 | Domingo Perurena | Kas                  | 9 h 13 min 07 s |
| 2 | Antonio Martos   | Kas                  | + 11 s          |
| 3 | Jesús Manzaneque | La Casera-Bahamontes | + 27 s          |

### 3eétape A[4]
15-09-1973: Manresa – Badalone, 88,7 km :
| Résultat de la 3e étape A \| \| Cycliste \| Équipe \| Temps \| \| - \| --------------- \| -------------------- \| --------------- \| \| 1 \| Agustín Tamames \| La Casera-Bahamontes \| 2 h 32 min 38 s \| \| 2 \| Wilmo Francioni \| G.B.C. \| m.t. \| \| 3 \| Pierino Gavazzi \| Jollj Ceramica \| m.t. \| |                 |                      |                 |
| | Cycliste        | Équipe               | Temps           |
| 1 | Agustín Tamames | La Casera-Bahamontes | 2 h 32 min 38 s |
| 2 | Wilmo Francioni | G.B.C.               | m.t.            |
| 3 | Pierino Gavazzi | Jollj Ceramica       | m.t.            |

### 3eétape B[2]
15-09-1973: Circuit de Montjuïc, 11,4 km : (clm)
|   | Cycliste          | Équipe | Temps       |
| - | ----------------- | ------ | ----------- |
| 1 | Luis Ocaña        | Bic    | 15 min 39 s |
| 2 | Joaquim Agostinho | Bic    | + 22 s      |
| 3 | Antonio Martos    | Kas    | + 24 s      |

|   | Cycliste         | Équipe | Temps            |
| - | ---------------- | ------ | ---------------- |
| 1 | Luis Ocaña       | Bic    | 12 h 01 min 44 s |
| 2 | Antonio Martos   | Kas    | + 13 s           |
| 3 | Domingo Perurena | Kas    | + 29 s           |

### 4eétape A[5]
16-09-1973: Badalone - Sant Antoni de Calonge, 128,1 km :
| Résultat de la 4e étape A \| \| Cycliste \| Équipe \| Temps \| \| - \| ----------------- \| -------------- \| --------------- \| \| 1 \| Antonio Menéndez \| Kas \| 3 h 47 min 57 s \| \| 2 \| Joaquim Agostinho \| Bic \| + 1 s \| \| 3 \| Pierino Gavazzi \| Jollj Ceramica \| + 3 min 03 s \| |                   |                |                 |
| | Cycliste          | Équipe         | Temps           |
| 1 | Antonio Menéndez  | Kas            | 3 h 47 min 57 s |
| 2 | Joaquim Agostinho | Bic            | + 1 s           |
| 3 | Pierino Gavazzi   | Jollj Ceramica | + 3 min 03 s    |

### 4eétape B[2]
16-09-1973: Calonge - Sant Joan de les Abadesses, 131,4 km :
|   | Cycliste            | Équipe | Temps           |
| - | ------------------- | ------ | --------------- |
| 1 | Wladimiro Panizza   | G.B.C. | 4 h 05 min 03 s |
| 2 | Herman Van Springel | Rokado | + 21 s          |
| 3 | Antonio Martos      | Kas    | m.t.            |

|   | Cycliste         | Équipe | Temps            |
| - | ---------------- | ------ | ---------------- |
| 1 | Luis Ocaña       | Bic    | 19 h 58 min 11 s |
| 2 | Antonio Martos   | Kas    | + 7 s            |
| 3 | Domingo Perurena | Kas    | + 29 s           |

### 5eétape[6]
17-09-1973: Sant Joan de les Abadesses – Andorra la Vella (AND), 145,2 km :
|   | Cycliste            | Équipe               | Temps           |
| - | ------------------- | -------------------- | --------------- |
| 1 | Domingo Perurena    | Kas                  | 4 h 00 min 05 s |
| 2 | Agustín Tamames     | La Casera-Bahamontes | m.t.            |
| 3 | Herman Van Springel | Rokado               | m.t.            |

|   | Cycliste         | Équipe | Temps            |
| - | ---------------- | ------ | ---------------- |
| 1 | Antonio Martos   | Kas    | 23 h 58 min 23 s |
| 2 | Domingo Perurena | Kas    | + 2 s            |
| 3 | Luis Ocaña       | Bic    | + 15 s           |

### 6eétape[6]
18-09-1973: Organyà – Viella, 189,4 km :
|   | Cycliste         | Équipe               | Temps           |
| - | ---------------- | -------------------- | --------------- |
| 1 | Jesús Manzaneque | La Casera-Bahamontes | 5 h 50 min 34 s |
| 2 | Domingo Perurena | Kas                  | + 9 s           |
| 3 | Luis Ocaña       | Bic                  | m.t.            |

|   | Cycliste         | Équipe               | Temps            |
| - | ---------------- | -------------------- | ---------------- |
| 1 | Domingo Perurena | Kas                  | 29 h 48 min 58 s |
| 2 | Jesús Manzaneque | La Casera-Bahamontes | + 4 s            |
| 3 | Antonio Martos   | Kas                  | + 8 s            |

### 7eétape[7]
19-09-1973: Viella – Lleida, 193,6 km :
|   | Cycliste                | Équipe         | Temps           |
| - | ----------------------- | -------------- | --------------- |
| 1 | Herman Van Springel     | Rokado         | 5 h 21 min 05 s |
| 2 | Juan Manuel Santisteban | Monteverde     | + 1 s           |
| 3 | Pierino Gavazzi         | Jollj Ceramica | + 11 s          |

|   | Cycliste         | Équipe               | Temps            |
| - | ---------------- | -------------------- | ---------------- |
| 1 | Domingo Perurena | Kas                  | 35 h 10 min 12 s |
| 2 | Jesús Manzaneque | La Casera-Bahamontes | + 6 s            |
| 3 | Antonio Martos   | Kas                  | + 10 s           |

## Classement général
|    | Cycliste            | Équipe               | Temps            |
| -- | ------------------- | -------------------- | ---------------- |
| 1  | Domingo Perurena    | Kas                  | 35 h 10 min 12 s |
| 2  | Jesús Manzaneque    | La Casera-Bahamontes | + 6 s            |
| 3  | Antonio Martos      | Kas                  | + 10 s           |
| 4  | Luis Ocaña          | Bic                  | + 19 s           |
| 5  | Wladimiro Panizza   | G.B.C.               | + 44 s           |
| 6  | José Antonio Pontón | Monteverde           | + 1 min 18 s     |
| 7  | Miguel Mari Lasa    | Kas                  | + 1 min 19 s     |
| 8  | Josep Pesarrodona   | Kas                  | + 1 min 31 s     |
| 9  | Agustín Tamames     | La Casera-Bahamontes | + 1 min 58 s     |
| 10 | Hennie Kuiper       | Rokado               | + 2 min 05 s     |

## Classements annexes
|   | Cycliste            | Équipe               | Points |
| - | ------------------- | -------------------- | ------ |
| 1 | Luis Ocaña          | Bic                  | 48     |
| 2 | José Luis Abilleira | La Casera-Bahamontes | 48     |
| 3 | Wladimiro Panizza   | G.B.C.               | 28     |

|   | Cycliste         | Équipe               | Points |
| - | ---------------- | -------------------- | ------ |
| 1 | José Casas       | Monteverde           | 38     |
| 2 | Juan Zurano      | La Casera-Bahamontes | 16     |
| 3 | José Gómez Lucas | La Casera-Bahamontes | 7      |

|   | Cycliste          | Équipe | Points |
| - | ----------------- | ------ | ------ |
| 1 | Domingo Perurena  | Kas    | 42     |
| 2 | Antonio Martos    | Kas    | 41     |
| 3 | Wladimiro Panizza | G.B.C. | 34     |

|   | Équipe               | Pays    | Temps             |
| - | -------------------- | ------- | ----------------- |
| 1 | Kas                  | Espagne | 140 h 16 min 34 s |
| 2 | La Casera-Bahamontes | Espagne | + 6 min 25 s      |
| 3 | Monteverde           | Espagne | + 14 min 41 s     |